# Симптоми подразнення очеревини
Симптоми подразнення очеревини (англ. Symptoms of peritoneal irritation) — група симптомів, які показують наявність ураження серозної оболонки очеревини, яка вистеляє стінки черевної порожнини й огортає органи, які розміщені в ній. Подразнення виникає внаслідок запального процесу — перитоніту, часто це буває при апендициті. Локальний перитоніт взагалі є частим проявом численних запальних хвороб органів живота. Симптоми виявляються на основі появи невластивого болю під час проведення фізикального обстеження живота.

## Сутність
Симптоми є результатом подразнення больових рецепторів (ноцицепторів) вісцеральної очеревини, рідше діафрагми або черевної стінки. Гострий біль у животі має рецепторний характер, спочатку типово вісцеральний, який виникає раптово або посилюється протягом кількох днів. Він є гострим, сильним, локалізованим, здатний посилитися під час рухів, кашлю, глибокого дихання, зміни положення тіла, найсильніше відчувається в ураженому місці, може перебігати з підвищенням тонусу м'язів передньої черевної стінки та іншими перитонеальними ознаками, які зумовлені запаленням вісцеральної очеревини.
При подразненні парієтальної очеревини з'являється також соматичний рецепторний біль з рецепторів, розташованих у вісцеральній очеревині, слизовій оболонці, гладких м'язах або брижі. Це тупий, постійний чи рецидивуючий, колькоподібний біль, не завжди пов'язаний з ураженням внутрішнього органа, погано локалізований, супроводжується вираженими вегетативними симптомами (нудота, блювання, пітливість, тахікардія), часто розташований симетрично по обидва боки від серединної лінії тіла, нерідко супроводжується відображеним болем.

## Основні симптоми
- Симптом Аарона
- Симптом Маркла
- Симптом Ровсінга
- Симптом Щоткіна-Блюмберга